# Akihiro Gono
Akihiro Gono (em japonês:  郷野聡寛 Gōno Akihiro) (Higashikurume, 7 de outubro de 1974) é um lutador japonês de MMA. Já venceu Gegard Mousasi, Hector Lombard e Hayato Sakurai.